# Zitronengräser
Die Zitronengräser (Cymbopogon) sind eine Pflanzengattung innerhalb der Familie der Süßgräser (Poaceae). Die 55 bis 70 Arten stammen aus den tropischen und subtropischen Regionen vor allem Asiens, aber auch Afrikas und Australiens (zehn Arten).

## Beschreibung
Es sind meist ausdauernde, selten einjährige, krautige Pflanzen, die je nach Art Wuchshöhen von 15 bis 300 cm erreichen.
Sie bilden dichte Horste. Manche Arten bilden Rhizome. Ihre meist derben, einfachen Laubblätter entwickeln einen aromatischen Duft.
Die Blüten sind dreizählig. Es sind nur drei Staubblätter vorhanden. Die Griffel sind frei.

## Systematik
Der botanische Gattungsname Cymbopogon leitet sich ab von den griechischen Wörtern kumbe für Boot, aufgrund der bootförmigen Spelzen und pogon für Bart, dies bezieht sich auf die vielblütigen Ähren, die an einen dichten Bart erinnern.
Die Gattung Cymbopogon gehört zur Tribus Andropogoneae in der Unterfamilie Panicoideae innerhalb der Familie Poaceae.

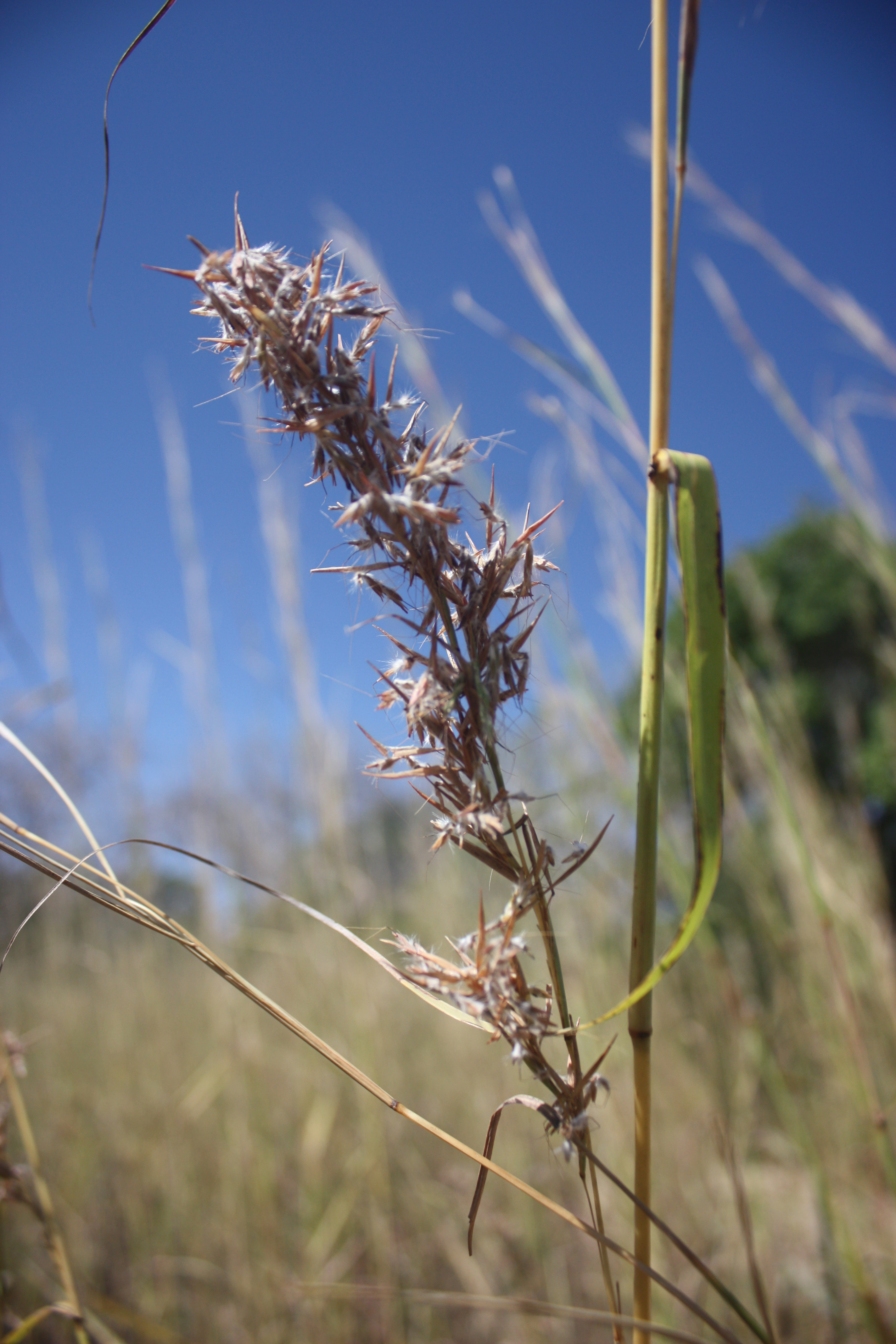
Cymbopogon giganteus

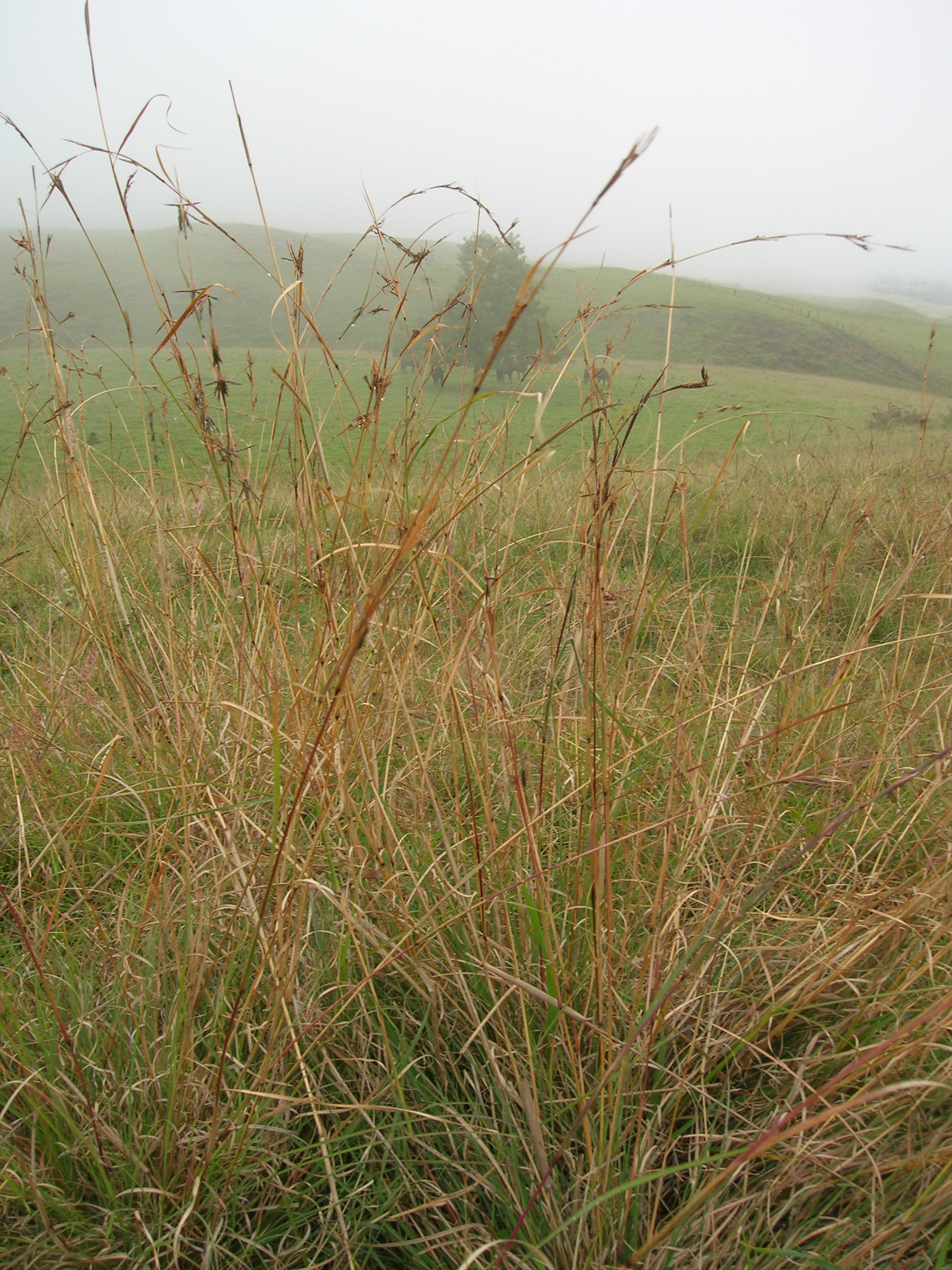
Cymbopogon refractus

### Arten und ihre Heimat
Es gibt 55 bis 70 Cymbopogon-Arten. Hier eine Auswahl:
- Cymbopogon ambiguus (Hack.) A.Camus: Die Heimat ist Indonesien bis Australien.[3]
- Cymbopogon bombycinus (R.Br.) Domin: Die Heimat ist Australien.
- Westindisches Zitronengras (Cymbopogon citratus (DC.) Stapf): Die Heimat ist das südliche Indien und Sri Lanka.[3]
- Cymbopogon densiflorus (Steud.) Stapf: Die Heimat ist das westliche, zentrale und südliche tropische Afrika bis Tansania.[3]
- Ostindisches Zitronengras (Cymbopogon flexuosus (Nees ex Steudel) J.F.Watson): Die Heimat ist Indien bis Indochina.[3]
- Cymbopogon giganteus Chiov.: Die Heimat ist das tropische Afrika bis Botswana und Madagaskar.[3]
- Palmarosagras (Cymbopogon martini (Roxb.) Will.Watson), heimisch in Indien bis Indochina[3], angebaut auch auf Jawa, liefert das Palmarosa-Öl.
- Cymbopogon nardus (L.) Rendle:  Die Heimat ist der Sudan bis zum südlichen Afrika und Indochina.[3]
- Cymbopogon obtectus S.T.Blake: Die Heimat ist Australien.[3]
- Cymbopogon procerus (R.Br.) Domin: Die Heimat ist Malesien bis Australien.[3]
- Cymbopogon refractus (R.Br.) A.Camus: Die Heimat ist das nördliche und östliche Australien mit der Norfolk-Insel.[3]
- Kamelgras (Cymbopogon schoenanthus (L.) Spreng., Syn.: Cymbopogon citriodorus Link; inkl. Cymbopogon proximus (Hochst. ex A.Rich.) Chiov.): Die Heimat ist Afrika und Arabien bis zum Iran.[3]
- Citronellgras (Cymbopogon winterianus Jowitt ex Bor) (Citronella-Gras, Melisse indicum): Die Heimat ist das westliche Malesien.[3]

## Nutzung
Viele Cymbopogon-Arten werden zur Gewinnung der in ihnen enthaltenen ätherischen Öle, vor allem Citronellol und Geraniol, genutzt. Auch die Nutzung als Gewürze und Heilpflanzen sowie als Insektenrepellent steht im Zusammenhang mit ätherischen Ölen. Eine bekannte Art aus der Gattung ist das Zitronengras (Cymbopogon citratus). Citronella (Cymbopogon winterianus und Cymbopogon nardus) hat diesem sehr ähnliche Eigenschaften.